# Minivet beccurt
El minivet beccurt (Pericrocotus brevirostris) és una espècie d'ocell de la família dels campefàgids (Campephagidae).
Habita el bosc obert, clars i vegetació secundària de les muntanyes del nord-est i est de l'Índia, sud-est del Tibet, sud de la Xina, Myanmar, nord-oest de Tailàndia, nord de Laos i nord-oest del Vietnam.